# Retaule barroc del Miracle
El retaule barroc del Miracle, obra de l'escultor Carles Morató, és el retaule major de l'església del Santuari del Miracle, a Riner, comarca del Solsonès. És l'obra més important de l'autor i un dels retaules barrocs més notables de Catalunya, molt representatiu de la fase final de l'evolució de la retaulística barrocaː en comptes de la columna salomònica s'hi utilitza un tipus de columna compost, el repertori decoratiu incorpora l'ús de les petxines i de la rocalla, tan característics de l'art del segle xviii, i la seva estructura esdevé una composició arquitectònica on es dilueix el protagonisme de la imatgeria i de les escenes narratives.
L'encàrrec a l'escultor data de 1747 i preveia un termini de nou anys per al seu acabament. Va ser una mica més tard del previst, ja que el retaule es donà per acabat el 1758, a temps pel tricentenari del miracle de l'aparició de la verge, data que figura inscrita a l'altar. Amb posterioritat, entre 1760 i 1774, el pintor solsoní Antoni Bordons va executar la policromia i el daurat del retaule

## Descripció
Fabricat amb fusta d'àlber i de pi, el retaule té una alçada de 23 metres i una amplada de 12 i està format per tres cossos sobreposats.
La iconografia del retaule commemora la miraculosa aparició de la Mare de Déu, el 1458, als vailets Jaume i Celdoni, demanant-los que li professessin devoció.

### El cos inferior
Està integrat per dos grups de pedestals enmig dels quals hi ha l'altar.
En el cos més gran de cada grup dels pedestals hi ha les portes que donen accés al cambril. Al centre de cada porta hi ha esculpit el símbol de Maria.
L'altar, de fusta, té el frontal ornat amb una orla en el centre de la qual hi ha un medalló amb l'any en què es va acabar el retaule (1758).
Immediatament damunt de l'altar comença una graonada de 4 esglaons damunt de la qual hi ha el sagrari d'exposició, o manifestador, mentre que a l'alçada del primer esglaó hi ha un sagrari més petit i més fàcilment accessible pel sacerdot, anomenat sagrari de reserva.
El sagrari gran té forma de baldaquí sostingut per sis columnes d'uns dos metres d'alçada; al fons, dues columnes més petites aguanten l'arc sota el qual es col·locava l'urna d'exposició del Santíssim o altres relíquies.
Immediatament damunt d'aquest sagrari hi ha un timpà on, en baix relleu, hi ha representada l'escena de l'aparició. La Mare de Déu hi és representada en forma d'una jove de llarga cabellera rossa que vesteix un mantell vermell recollit damunt els braços i mostrant una túnica adornada amb flors de diferents colors. Amb l'índex de la mà esquerra assenyala el cel i sosté una creu amb l'altra mà. Es mostra adreçant-se a un dels dos pastors que es troba agenollat a l'extrem inferior esquerre, tot sostenint una llarga gaiata i en actitud d'estar escoltant a la Mare de Déu mentre que, a l'altre extrem inferior del timpà, el seu germà, amb una barjola penjada en bandolera, fuig amb cara d'espant. La resta del timpà està ocupada per la figura d'unes quantes ovelles, un parell d'arbres i un grup d'angelets revolotejant per l'interior del timpà o pel seu perímetre.

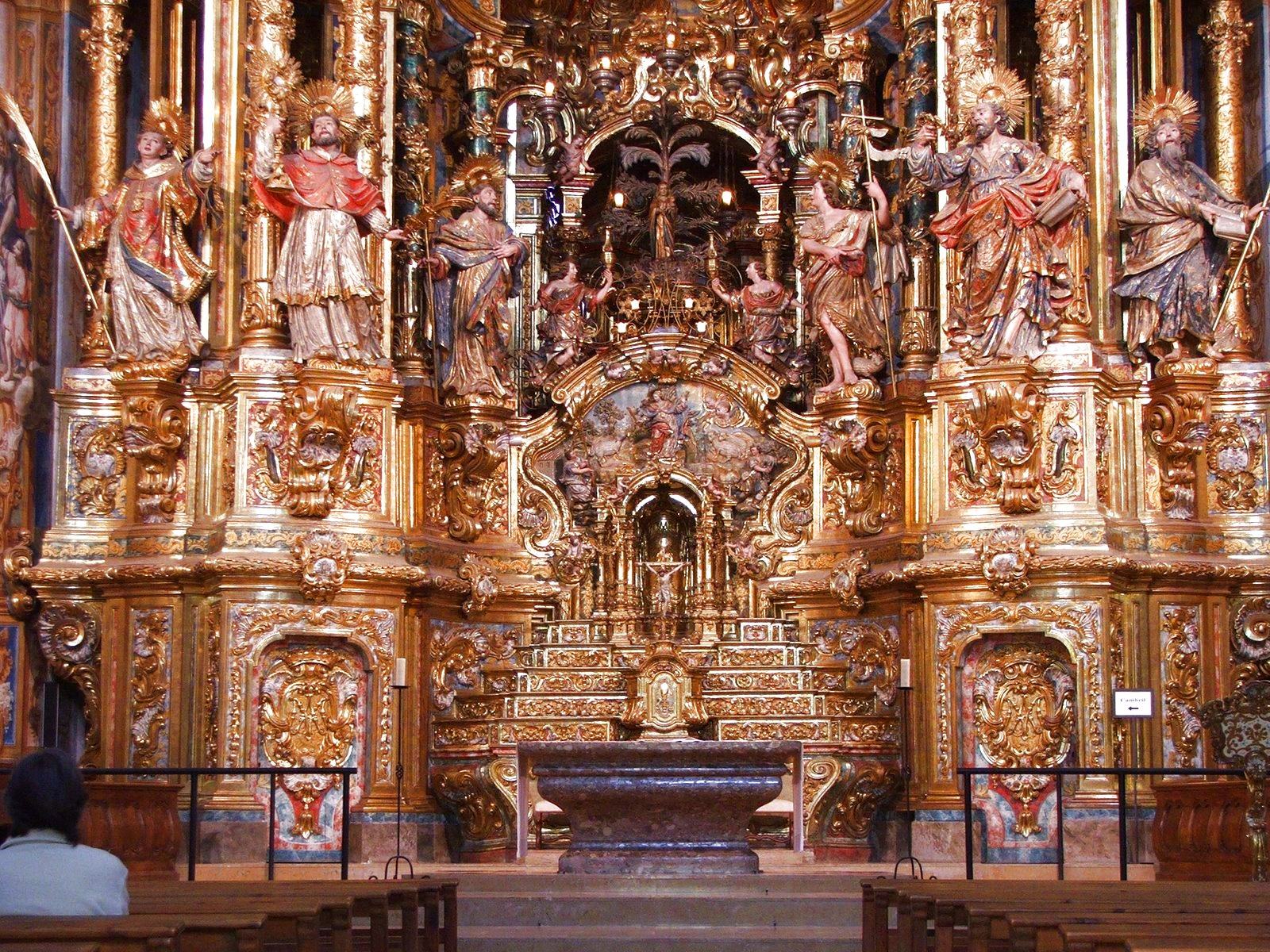
Els dos cossos inferiors del retaule

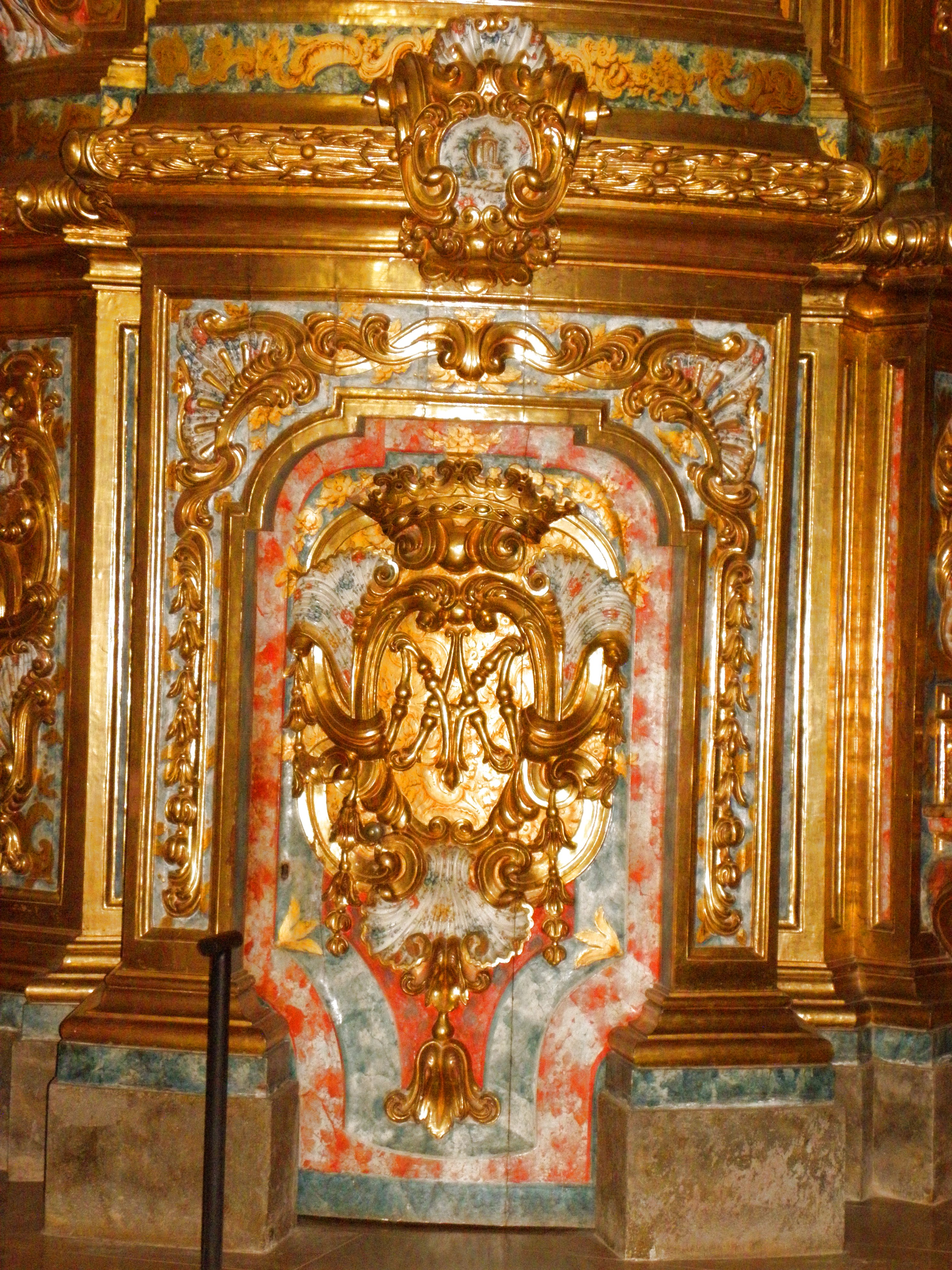
Una de les portes d'accés al cambril

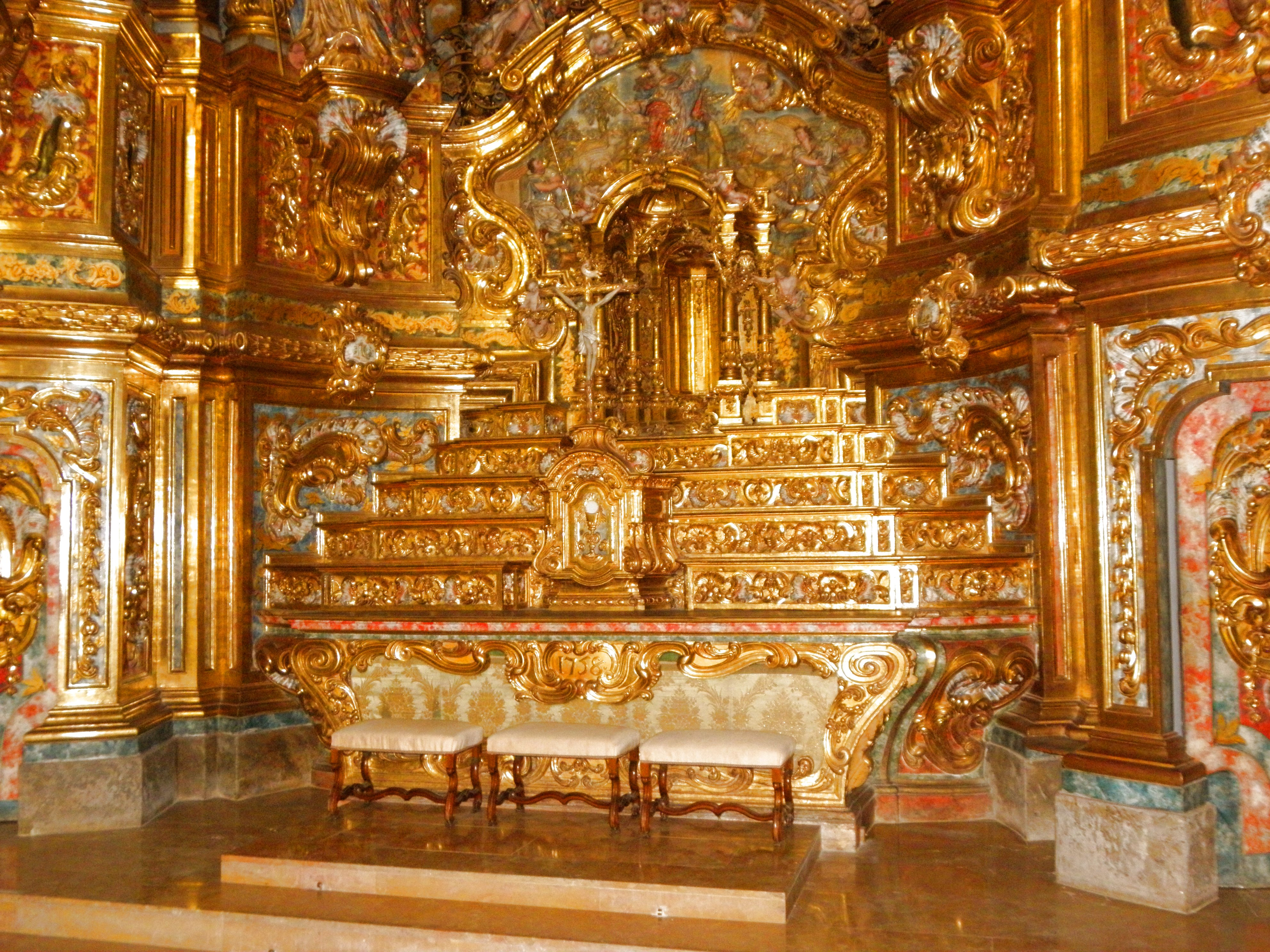
la part central del cos inferior

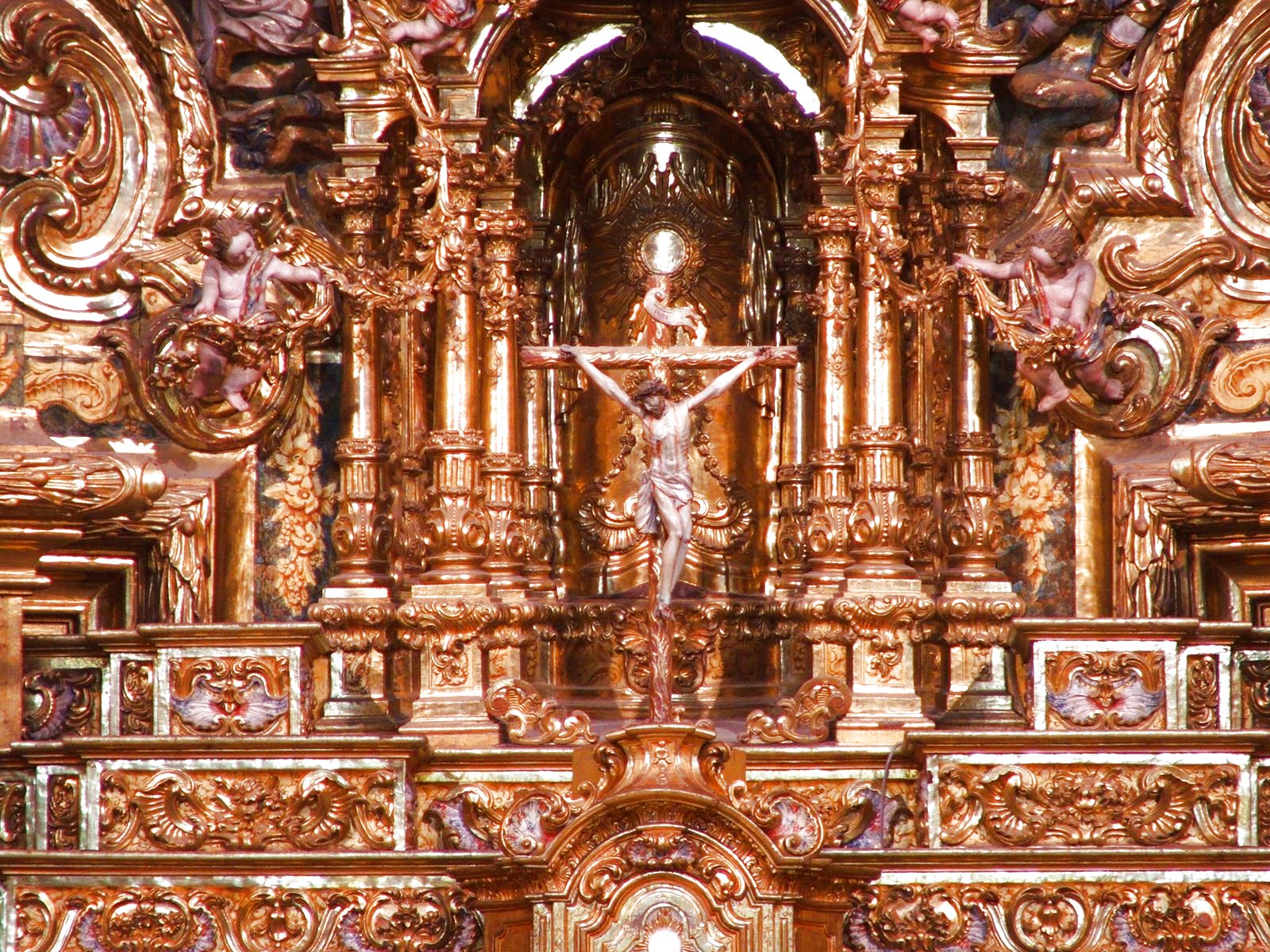
El sagrari d'exposició o manifestador

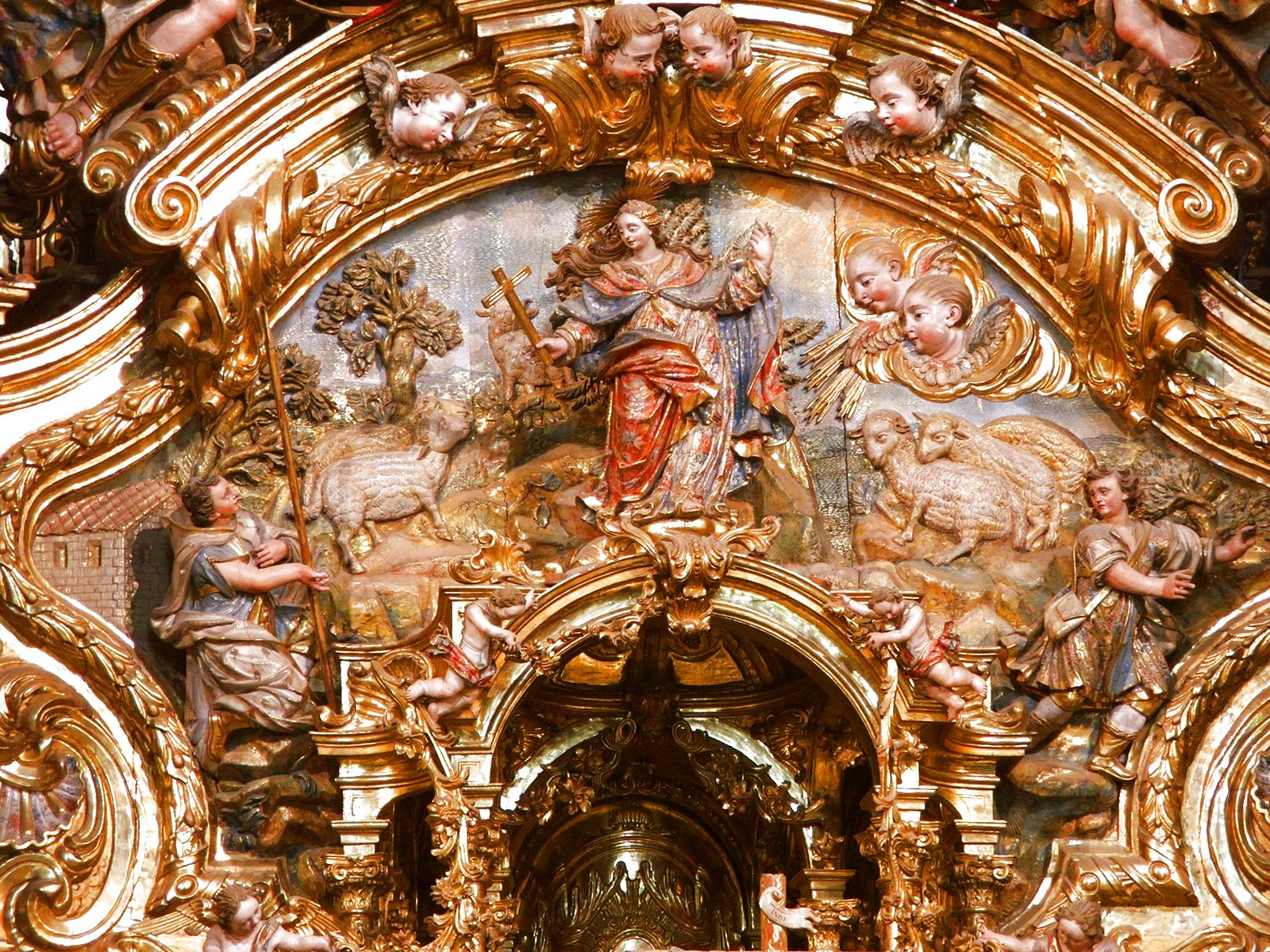
El timpà

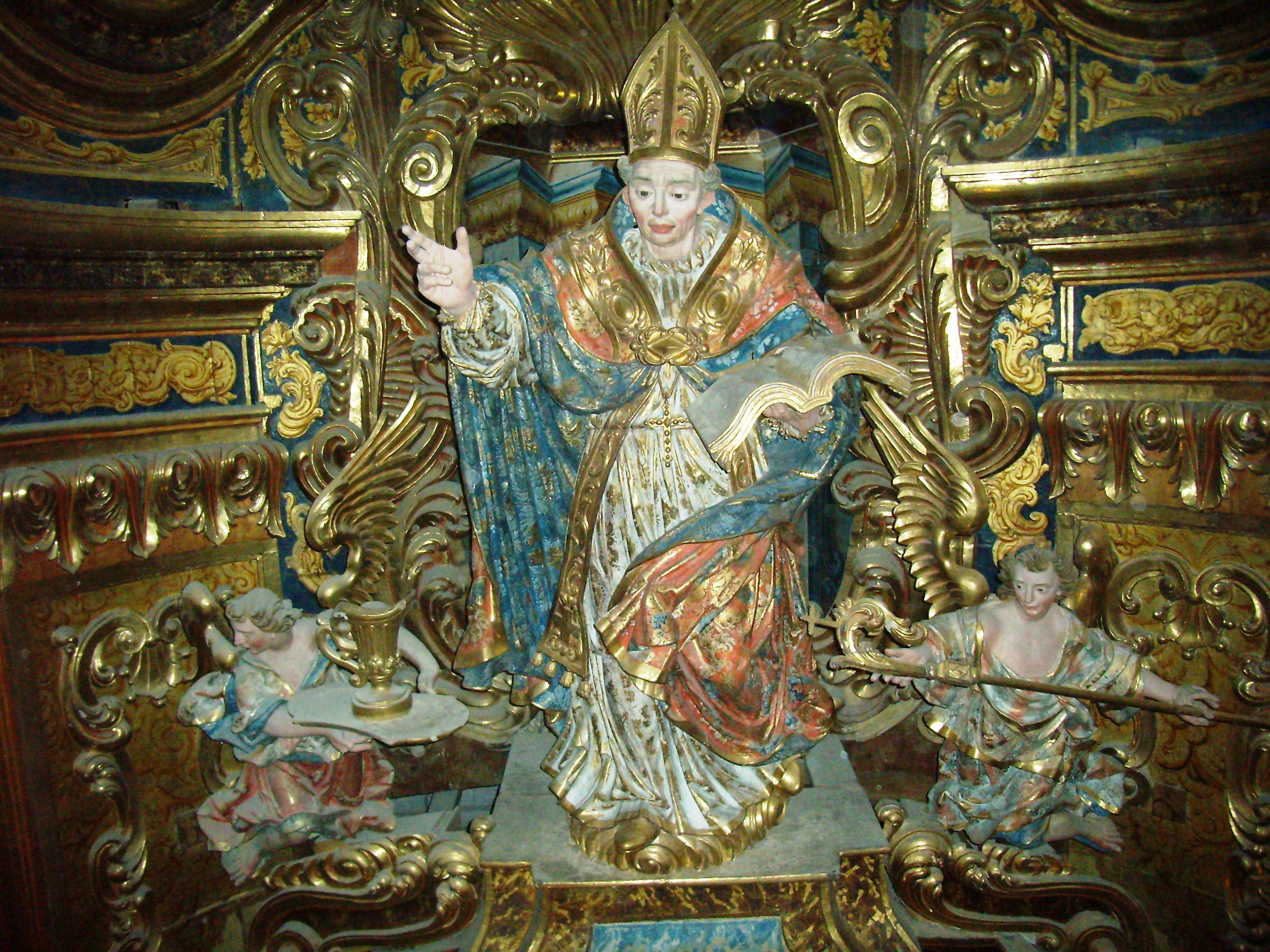
Detall de Sant Martí (part superior del retaule)

### El cos del mig
El segon cos està presidit per la imatge de la Mare de Déu col·locada en un cambril al qual es pot accedir per les dus portes abans esmentades
Als costats de la imatge de la Mare d Déu hi ha sis estàtues de grans dimensions, tres a cada banda. A la banda esquerra del retaule i de l'exterior cap al centre, hi ha sant Esteve, sant Ramon Nonat i sant Josep i a la banda dreta, sant Joan Baptista, sant Pere i sant Tomàs.
Remata aquest cos un frontó curvilini al centre del qual hi apareix el colom que simbolitza l'Esperit Sant envoltat d'una glòria de núvols, raigs de llum i angelets. També s'hi veuen les figures al·legòriques de dues virtuts, la Fe i l'Esperança

### El cos superior
Hi destaca la imatge de Sant Martí, de tres metres d'alçada, flanquejat per dos àngels.
Coronen aquest imponent conjunt dos gerros de flors i quatre àngels.